# Magdalena Twarużek
Magdalena Twarużek – polska biolog, dr hab. nauk biologicznych, profesor uczelni Katedry Fizjologii i Toksykologii, oraz dziekan Wydziału Nauk Biologicznych Uniwersytetu Kazimierza Wielkiego.

## Życiorys
W 1998 ukończyła studia biologiczne na Uniwersytecie Mikołaja Kopernika w Toruniu, 15 grudnia 2005 obroniła pracę doktorską Wykorzystanie biologicznych testów (MTT, Premi;reg;Test) w ocenie skażeń pomieszczeń mieszkalnych mikotoksynami grzybów pleśniowych, 9 lipca 2014 habilitowała się na podstawie pracy zatytułowanej Zearalenon i jego metabolity w surowicy krwi, moczu i tkance gruczołu krokowego u mężczyzn z prawidłowym, rozrostowym i nowotworowo zmienionym gruczołem krokowym.
Była profesorem nadzwyczajnym w Instytucie Biologii Eksperymentalnej na Wydziale Nauk Biologicznych Uniwersytetu Kazimierza Wielkiego.
Jest profesorem uczelni Katedry Fizjologii i Toksykologii, a także dziekanem Wydziału Nauk Biologicznych Uniwersytetu Kazimierza Wielkiego.